# Mathworld
Mathworld (ofta skrivet med kamelnotation: MathWorld) är en matematisk webbencyklopedi. Webbplatsen skapades och är till stor del skriven av Eric W. Weisstein. Den är sponsrad av och licensierad till Wolfram Research och har delvis finansierats av National Science Digital Library:s bidrag till University of Illinois at Urbana-Champaign.

### Fotnoter
1. ↑  ”What is the history of MathWorld?”. MathWorld Q&A. Wolfram Research, Inc.. Arkiverad från originalet den 16 februari 2004. https://web.archive.org/web/20040216032943/http://mathworld.wolfram.com/about/faq.html#history. Läst 8 februari 2011.
2. ↑  Eric Weisstein (2007). ”Making MathWorld”. Mathematica Journal 10 (3). Arkiverad från originalet den 2012-07-09. https://web.archive.org/web/20120709060020/http://www.mathematica-journal.com/issue/v10i3/MathWorld.html. Läst 19 september 2013. Arkiverad 9 juli 2012 hämtat från the Wayback Machine. ”Arkiverade kopian”. Arkiverad från originalet den 9 juli 2012. https://web.archive.org/web/20120709060020/http://www.mathematica-journal.com/issue/v10i3/MathWorld.html. Läst 19 september 2013.